# Quetzalia contracta
Quetzalia contracta es una especie de planta que pertenece a la familia Celastraceae.

## Clasificación y descripción
Árboles o arbustos hasta 9 m; ramas cuadrangulares, de color rojo oscuro. Las hojas miden 2-7 × 1-3.3 cm, elípticas o angostamente elípticas, cartáceas (como hoja de papel), el haz es de color verde oscuro y el envés verde pálido o verde olivo, la vena media es de color blanco o verde, presenta de 4-6 nervaduras laterales, frecuentemente inconspicuas en una o ambas superficies, la base cuneada, los márgenes enteros, el ápice agudo; el pecíolo mide 3-6 mm, blanco o verde. Inflorescencias (conjunto de flores que se encuentran agrupadas) mide 1.5-2.5 cm, 1 o 2 veces compuestas; pedúnculo 0.5-3 mm, robusto; pedicelos 0.5-3 mm, robustos; flores 4 o 5-meras; sépalos desiguales, los sépalos externos c. 1.5 × 2 mm, suborbiculares, escariosos, los sépalos internos c. 2 × 2.5 mm, el margen fimbriado (en forma de cilios o pelos); pétalos c. 2 mm de diámetro, orbiculares, blancos; estambres c. 1 mm; disco 2-2.5 mm. Cápsulas 12-17 mm, angostamente obovoides a obovoides; semillas rojas o anaranjadas.

## Distribución y ambiente
Bosques montanos. 2500- 3200 m s. n. m. México (Chiapas), Guatemala.